# Aggius
Aggius är en ort och kommun i provinsen Sassari i regionen Sardinien i Italien. Kommunen hade 1 482 invånare (2017).